# Bjørnstadschiff
Koordinaten: 59° 14′ 33,1″ N, 11° 9′ 7,6″ O
Das Bjørnstadschiff von Sarpsborg in Østfold in Norwegen (norwegisch Bjørnstadskipet) ist mit 4,5 m Länge und 1,15 m Höhe Nordeuropas größte bronzezeitliche Felsritzung. Basierend auf dem Design unterscheiden die Archäologen zwischen Ritzungen der Jäger und Sammler und denen der Ackerbauern wie diese.
Schiffe sind in Skandinavien neben Schälchen die am meisten in Fels gepickten Objekte. Dies weist darauf hin, dass das Boot zentrale Bedeutung in der Gesellschaft hatte. Vielleicht war der Felsen ein Punkt, an dem der damit verbundene Mythos gepflegt wurde. An Bug und Heck sind je zwei (größere und kleinere) adorierende oder Objekte hochhaltende Figuren dargestellt. Seitlich davon sind noch zwei kleinere etwa einen Meter lange Schiffe auf der Felswand dargestellt.
Es wurden noch keine realen Boote oder Schiffe aus der nordischen Bronzezeit gefunden. In Hjortspring in Dänemark wurde ein Boot aus der Eisenzeit (4.–3. Jahrhundert v. Chr.) entdeckt. Es ähnelt den Booten der Felsritzungen und war etwa 19,0 Meter lang.
In der Nähe liegen die Felsritzungen von Hafslund.